# Adenophora sinensis
Adenophora sinensis är en klockväxtart som beskrevs av A.Dc. Adenophora sinensis ingår i släktet kragklockor, och familjen klockväxter. Inga underarter finns listade i Catalogue of Life.